# Mirigama Division
Mirigama Division är en division i Sri Lanka.   Den ligger i distriktet Gampaha District och provinsen Västprovinsen, i den sydvästra delen av landet, 40 km nordost om huvudstaden Colombo. Antalet invånare är 164 166.